# 天鹅湖东站
天鹅湖东站位于中华人民共和国安徽省合肥市蜀山区祁门路与石台路交叉口地下，是合肥轨道交通4号线的地铁车站，工程站名石台路站。

## 车站结构
天鹅湖东站位于祁门路与石台路交叉口，沿祁门路东西向布置，车站为地下两层单柱双跨岛式站台，站台宽度12m，设4个出入口，2组风亭，1座冷却塔。